# Lithacodia xemiloca
Lithacodia xemiloca là một loài bướm đêm trong họ Noctuidae.